# Глинн-Карни, Том
Том Глинн-Карни (англ. Tom Glynn-Carney, род. 7 февраля 1995, Солфорд, Большой Манчестер, Великобритания) — британский актёр театра и кино, получивший известность благодаря исполнению роли Эйегона II Таргариена в  фэнтезийном драматическом телесериале «Дом дракона». Получил премию «Драма Деск» в 2019 году за роль в пьесе «Паромщик», а также играл Питера Доусона в фильме Кристофера Нолана «Дюнкерк».
Вокалист группы Sleep Walking Animals.

## Биография
Родился 7 февраля 1995 года в Солфорде, Англия. Учился в школе Канон Слэйд в Болтоне, а затем продолжил изучение музыкального театра в шестом классе Пендлтонского колледжа, получив тройную звезду отличия в исполнительском искусстве, высшую возможную оценку для профессиональной квалификации. Затем поступил в Гилдхоллскую школу музыки и театра, где изучал актерское мастерство. Во время учебы участвовал в профессиональных постановках «Питера Пэна» и «Макбета».
Первый опыт работы на телевидении состоялся в 2013 году, когда Глинн-Карни сыграл роль в двух эпизодах сериала «Катастрофа». Затем получил главную роль младшего капрала Тони Армстронга в военной драме BBC «Последний пост», выпущенной в рамках нового сезона осени 2017 года на канале BBC1. С апреля 2017 года играл роль Шейна Коркорана в пьесе Джеза Баттеруорта «Паромщик», которая шла в театре «Ройал-Корт». Позже постановка была перенесена в Вест-Энд в театр «Гилгуд». В этой постановке играл до октября 2017 года. За эту пьесу Глинн-Карни получил премию Emerging Talent Award на церемонии вручения наград Evening Standard Theater Awards.
В кинематографе дебютировал в военной драме «Дюнкерк» режиссёра Кристофера Нолана, выпущенной в июле 2017 года., где сыграл Питера, сына капитана небольшого корабля, который отправился спасать британских солдат из окружённого немцами города Дюнкерк. В 2018 году журналом Screen International наряду с рядом других молодых актёров был назван «звездой завтрашнего дня».
В 2019 году снялся в роли Генри Горячая Шпора Перси в фильме Дэвида Мишо «Король Англии»,.
В марте 2022 года присоединился к актёрскому составу сериала «Дом Дракона», где сыграл короля Эйегона II Таргариена, первенца короля Визериса и Алисенты Хайтауэр. Снялся в мини-сериале BBC «САС: Неизвестные герои», выпущенном в октябре 2022 года. В декабре 2022 года сыграл в фильме «Книга Кларенса».
Является солистом инди-группы Sleep Walking Animals.

## Фильмография

### Кино
| Год  |   | Русское название | Оригинальное название | Роль              |
| ---- | - | ---------------- | --------------------- | ----------------- |
| 2017 | ф | Дюнкерк          | Dunkirk               | Питер Доусон      |
| 2019 | ф | Толкин           | Tolkien               | Кристофер Уайзман |
| 2019 | ф | Король Англии    | The King              | Генри Перси       |
| 2019 | ф | Риалто           | Rialto                | Джей              |
| 2023 | ф | Книга Кларенса   | The Book of Clarence  | Децимус           |

### Телевидение
| Год          |    | Русское название       | Оригинальное название | Роль                 |
| ------------ | -- | ---------------------- | --------------------- | -------------------- |
| 2013         | с  | Катастрофа             | Casualty              | Джордж Торн          |
| 2017         | с  | Последний пост         | The Last Post         | капрал Том Армстронг |
| 2018         | тф | Делать деньги          | Doing Money           | Шон                  |
| 2021         | с  | Домина                 | Domina                | молодой Август       |
| 2022 — н. в. | с  | Дом Дракона            | House of the Dragon   | Эйегон II Таргариен  |
| 2022         | с  | САС: Неизвестные герои | SAS: Rogue Heroes     | Майкл «Майк» Сэдлер  |
| 2022         | с  |                        | Mayflie               | молодой Талли        |

## Роли в театре
| Год  | Русское название    | Оригинальное название | Роль          | Театр                           | Ист.   |
| ---- | ------------------- | --------------------- | ------------- | ------------------------------- | ------ |
| 2013 | Питер Пэн           | Peter Pan             | Джон Дарлинг  | Лирический театр, Лондон        | [ 6 ]  |
| 2013 | Макбет              | Macbeth               | сын Макдуфа   | Манчестерская Королевская биржа | [ 6 ]  |
| 2017 | Паромщик            | The Ferryman          | Шейн Коркоран | Ройал-Корт/Театр Гилгуда        | [ 15 ] |
| 2018 | Паромщик            | The Ferryman          | Шейн Коркоран | Театр Бернард Б. Джекобс        |        |
| 2022 | Стеклянный зверинец | The Glass Menagerie   | Том Уингфилд  | Театр герцога Йоркского         |        |

## Награды и номинации
| Год  | Награда                         | Категория                                        | Работа                 | Результат | Ист.   |
| ---- | ------------------------------- | ------------------------------------------------ | ---------------------- | --------- | ------ |
| 2017 | Evening Standard Theatre Awards | Премия за новые таланты                          | Паромщик               | Победа    | [ 16 ] |
| 2018 | Премия Screen International     | Звезды завтрашнего дня                           | Звезды завтрашнего дня | Победа    | [ 10 ] |
| 2019 | Премия «Драма Деск»             | Выдающийся актер, сыгравший главную роль в пьесе | Паромщик               | Победа    | [ 17 ] |